# Unilin
Unilin is een Belgisch bedrijf gespecialiseerd in vloerbedekking, MDF- en HDF-platen en dakisolatie.  
Het bedrijf  werd opgericht op 5 maart 1960 door een veertigtal vlasboeren, waarbij de Franse woorden Union de Lin (letterlijk: Unie van vlas) werden afgekort tot Unilin. Hun eerste product was een vlasspaanplaat. Het hoofdkantoor van het bedrijf is gevestigd in Wielsbeke. Unilin is onder andere bekend van de verkoop van laminaat en parket onder de merknaam Quick-Step, dat sinds 1990 op de markt is. Unilin werd in 2005 voor 2,2 miljard euro overgenomen door Mohawk Industries, een Amerikaanse groep.
De omzet van Unilin in 2022 was 3,1 miljard euro, met een bedrijfsresultaat van 365 miljoen euro. Het bedrijf had in 2023 ruim 8600 medewerkers.
Het bedrijf wordt geleid door Wim Messiaen (Gent, 1968), die op 1 februari 2024  Bernard Thiers opvolgde als CEO. Wim Messiaen is Master in de Toegepaste Economische Wetenschappen (UGent) en Master Business Administratie (Vlerick Business School Gent en Graduate School for Management Aix-en-Provence). Hij was voordien actief bij Domo, Etex en VPK Packaging Group.  Onder zijn leiding besliste Unilin eind 2024 om in het Noord-Franse Bazeilles als eerste bedrijf in de wereld een recyclagefabriek voor MDF-platen te bouwen. Daarnaast streeft Messiaen in zijn groeistrategie ook naar geografische expansie buiten West-Europa, in het bijzonder Oost- en Midden-Europa, Latijns-Amerika en het Verre Oosten. In dit verband werden in 2025 investeringen in nieuwe fabrieken in Brazilië en Polen aangekondigd.